# سيلفان فالنر
سيلفان فالنر (بالألمانية: Silvan Wallner)‏ هو لاعب كرة قدم نمساوي وسويسري، ولد في 15 يناير 2002 في زيورخ في سويسرا.

## وصلات خارجية
- سيلفان فالنر على موقع قاعدة بيانات كرة القدم.إي يو (الإنجليزية)
- سيلفان فالنر على موقع عالم كرة القدم.نت (الإنجليزية)